# Charlie Cole (Ruderer)
Charles „Charlie“ Cole (* 21. Juni 1986) ist ein US-amerikanischer Ruderer.

## Leben
Cole begann 1999 an der New Canaan High School mit dem Rudern. Bis 2007 studierte er an der Yale University und im Anschluss am Kellogg College der University of Oxford.
Im Jahr 2011 wurden er und Julie Nichols zu den US Rowing’s Athletes of the Year gewählt.
Bei den Olympischen Sommerspielen 2012 trat er im Vierer ohne Steuermann an und gewann eine Bronzemedaille. Cole gehörte auch vier Jahre später zum amerikanischen Olympiateam, mit dem Vierer ohne Steuermann belegte er bei den Olympischen Spielen 2016 den siebten Platz.